# Hémos et Rhodope
Pour les articles homonymes, voir Hémos et Rhodope.
Dans la mythologie grecque, Haemos (en grec ancien ’Αἷμος / Haîmos) et Rhodope (Ῥοδόπη / Rodópê) forment un couple de Thraces. 
Leur légende nous est connue grâce à Ovide et Plutarque : roi et reine de Thrace chez le premier, ils sont simples frère et sœur chez le second, mais ils « s'aimaient très tendrement ». Dans tous les cas, leur hybris attire sur eux le courroux divin : pour s'être comparés l'un l'autre à Zeus et Héra, ils sont changés par les dieux en montagnes : l'Hémos à dominante calcaire blanche et les Rhodopes à dominante de grès rouges. Les ethnologues bulgares et roumains ont relié celle légende à celle des Martenitsi, eux aussi rouges et blancs,,.
Dans l'antiquité, Haemus Mons en latin, ou ’Αἷμος Όρος en grec ancien soit « montagnes neigeuses », terme de même origine que le sanskrit : हिमालय hima (« neige ») et Όρος, óros « montagne », désignait l'actuel Grand Balkan, mais « Haemus » est aussi le nom de deux chaînes de montagnes extraterrestres, l'une sur la Lune et l'autre sur Io, satellite de Jupiter.

## Sources
- Ovide, Métamorphoses [détail des éditions] [lire en ligne] (VI, 87-89).
- Plutarque, Œuvres morales [détail des éditions] [lire en ligne] (« Des noms des fleuves et des montagnes et des choses remarquables qui s’y trouvent », XI).

1. ↑  Géologie des Balkans ici
2. ↑  Dimitar Marinov, Rites et folklore, t.I et II, Sofia 1984
3. ↑  Kristo Vakarelski, Ethnologie bulgare, Sofia, 1977
4. ↑  Petar Skok, Slave et roumain in Revue des études slaves, Tome 3, fascicule 1-2, 1923. p. 59-77. Article disponible sur Persée.
5. ↑  Oxford Dictionaries Online :